# ديميرارا

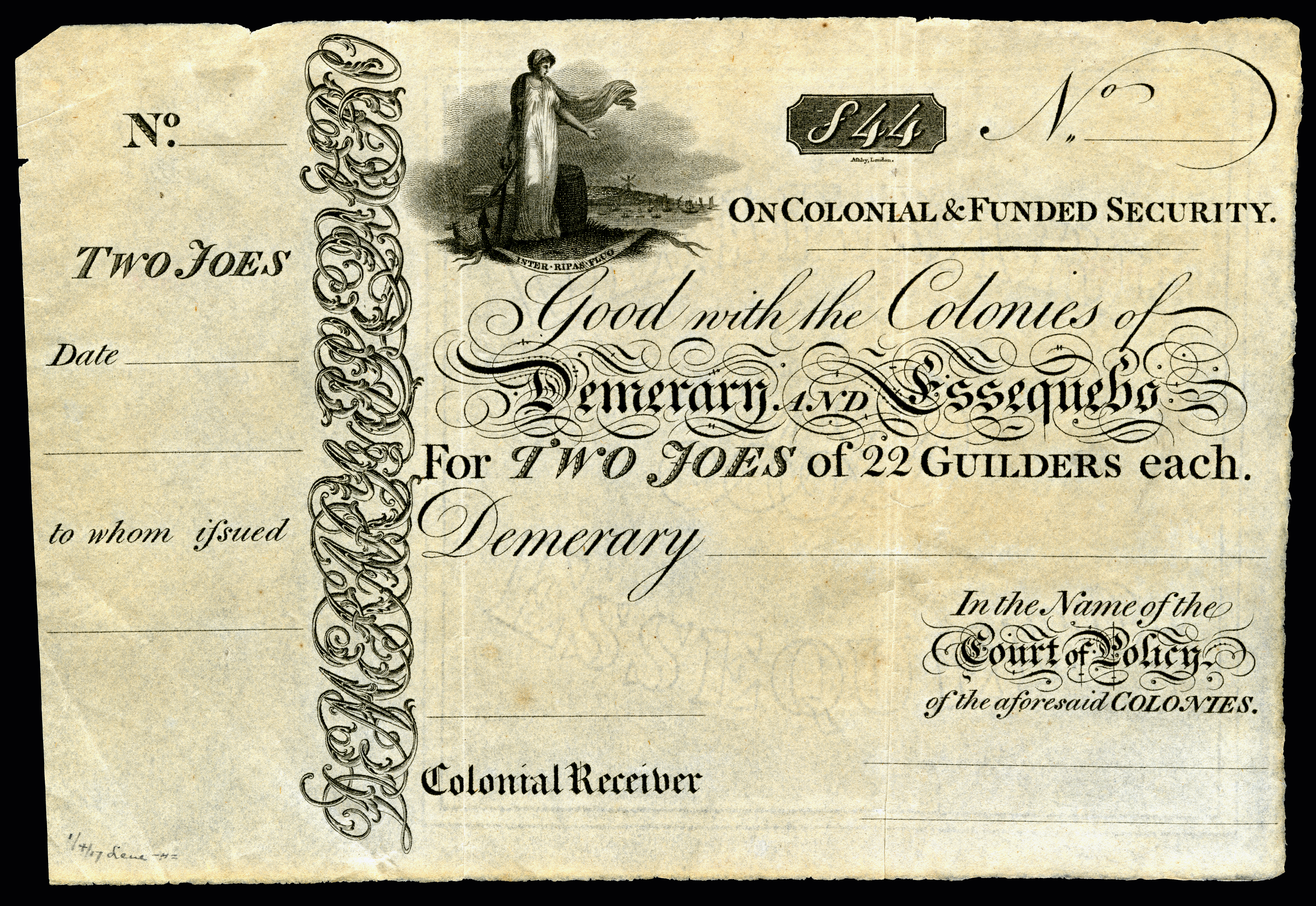
2 Joes (or 44 Dutch Guilders), Colonies of Demerary and Essequebo (1830s), second issue.

ديميرارا (بالهولندية: Demerary) هي منطقة تاريخية في منطقة غيانا على الساحل الشمالي لأمريكا الجنوبية التي هي الآن جزء من بلد غيانا. كانت مستعمرة هولندية حتى 1815 ومقاطعة غيانا البريطانية من 1838 إلى 1966. وكانت البلدة الرئيسية بها هي جورج تاون.

## أعلام
- ليزلي بلامر